# Guilherme Mapelli
Guilherme Marcelo Mapelli (Americana, 23 de agosto de 1994) é um canoísta de slalom brasileiro, medalhista de ouro nos Jogos Pan-Americanos.

## Carreira
Mapelli nasceu em Americana, São Paulo, mas mora em Três Coroas, Rio Grande do Sul, desde era muito jovem. Sua história na canoagem começou por volta dos 13 anos, quando precisou fazer uma pausa na prática do esporte para trabalhar. Depois disso, nunca mais parou e voltou a competir oficialmente em 2007, em São Paulo, onde conquistou sua primeira medalha na cidade de Cerquilho. Quatro anos depois, foi campeão Sul-Americano júnior, em San Rafael, na Argentina. Esta participação numa competição internacional foi fundamental para o seu progresso na canoagem. A partir daí, Mapelli ganhou um fundo atleta internacional e com isso começou a comprar seus equipamentos, investindo mais na carreira. Em 2014, ficou em 2º lugar no Campeonato Brasileiro realizado na cidade onde morava (Três Coroas), e logo depois, em 2015, ingressou na Seleção Brasileira. Em 2015, conquistou o bronze no Campeonato Mundial Júnior e Sub-23 de Canoagem Slalom de 2015, em Foz do Iguaçu. Ficou em 10º lugar no individual (2015 – 2016) sub-23 e em 2017, bronze no Pan-Americano da Costa Rica. Em 2018, Mapelli conquistou um campeonato Pan-Americano de canoagem extrema, foi campeão sul-americano na categoria sênior K1 e terceiro colocado no Campeonato Brasileiro, também no K1 sênior.
No Campeonato Mundial Júnior e Sub-23 de Canoagem Slalom de 2016, realizado na Polônia, ele terminou em 10º na final do K1.
Em 2018, foram realizados (ao mesmo tempo) em Três Coroas o Campeonato Pan-Americano de Canoagem Slalom e o Campeonato Sul-Americano de Canoagem Slalom. Guilherme Mapelli foi campeão do Campeonato Sul-Americano de K1 Sênior e do Campeonato Pan-Americano de Extreme Cross Sênior.
Ele participou do Campeonato Mundial de Canoagem Slalom de 2023 realizado em Londres.
Nos Jogos Pan-Americanos de 2023 realizados em Santiago, Chile, conquistou seu maior título no caiaque cross, onde conquistou a medalha de ouro.
Em 2023, Guilherme Mapelli também atuava como treinador, dirigindo uma escola base em Três Coroas.